# Фрајберг
Фрајберг (њем. Freiberg) град је у њемачкој савезној држави Саксонија. Једно је од 61 општинског средишта округа Средња Саксонија. Према процјени из 2010. у граду је живјело 41.823 становника. Посједује регионалну шифру (AGS) 14522180.

## Географски и демографски подаци
Фрајберг се налази у савезној држави Саксонија у округу Средња Саксонија. Град се налази на надморској висини од 400 метара. Површина општине износи 48,0 km². У самом граду је, према процјени из 2010. године, живјело 41.823 становника. Просјечна густина становништва износи 870 становника/km².

## Међународна сарадња
| Мјесто    | Држава    | Врста сарадње | Од    |
| --------- | --------- | ------------- | ----- |
|           | Чешка     | партнерство   | 2000. |
| Делфт     | Холандија | партнерство   | 1986. |
| Нес-Циона | Израел    | партнерство   | 1996. |
|           | Француска | партнерство   | 1966. |
| Извор     |           |               |       |